# Elecciones a la Asamblea Constituyente de Venezuela de 1946
Las elecciones de la Asamblea Constituyente de Venezuela se llevaron a cabo en Venezuela el 27 de octubre de 1946, después de un golpe de Estado el año anterior que impulsó al Trienio Adeco.

## Contexto

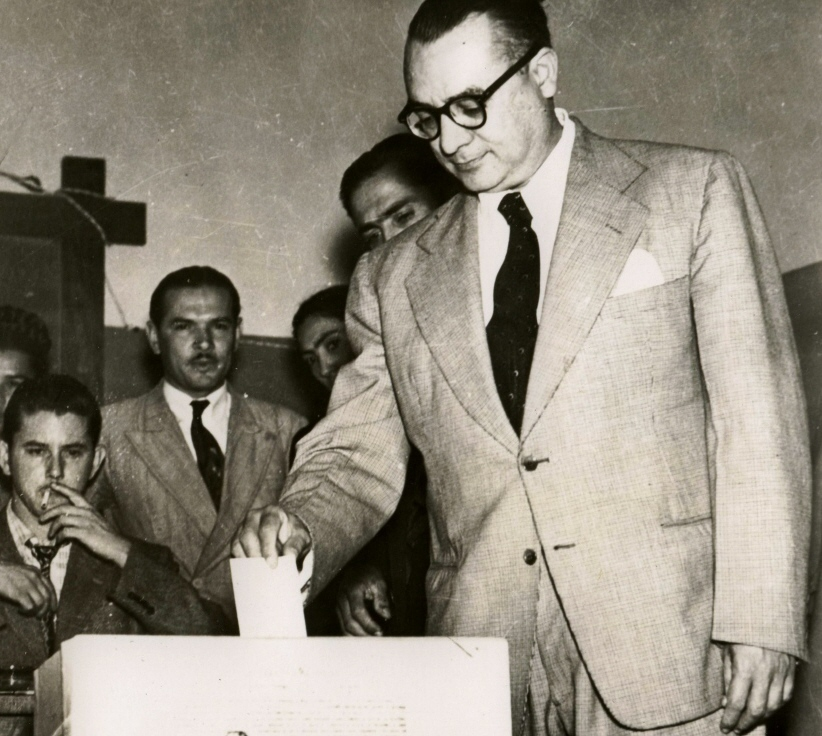
Rómulo Betancourt, votando en los comicios del 27 de octubre de 1946.

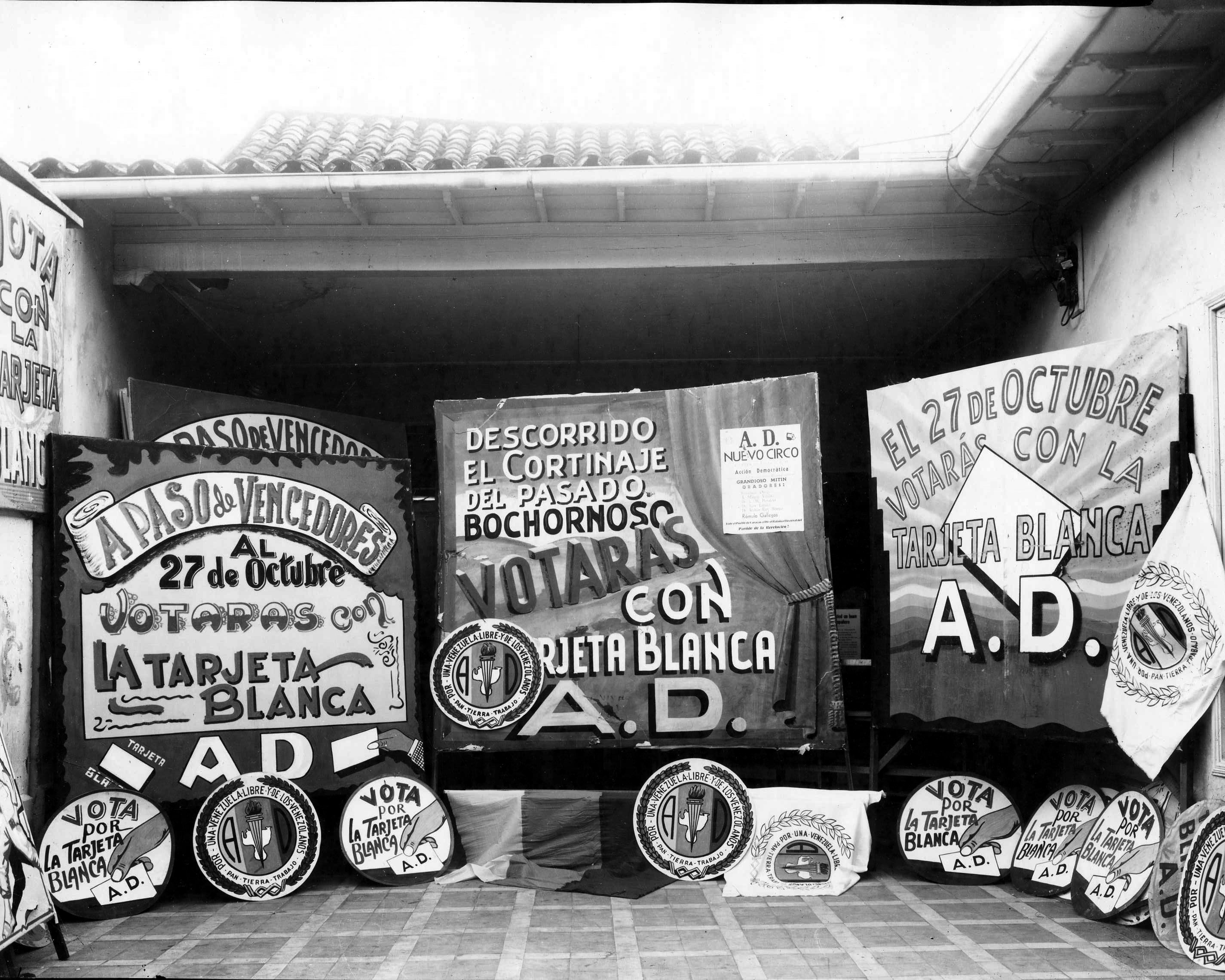
Pancartas de Acción Democrática para la campaña electoral.

La elección fue convocada por la Junta de Gobierno, presidida por Rómulo Betancourt, estas serían las primeras elecciones libres de Venezuela. Se realizaron para escoger a los miembros de la Asamblea Constituyente que redactaría una constitución para el país. El resultado fue una victoria para Acción Democrática, que ganó 137 de los 160 asientos en la Asamblea. La participación electoral fue de 86,6%. Estas fueron las primeras elecciones con sufragio femenino en Venezuela de forma universal al igual fue la primera vez que mujeres eran electas a cargos públicos en Venezuela.

## Resultados

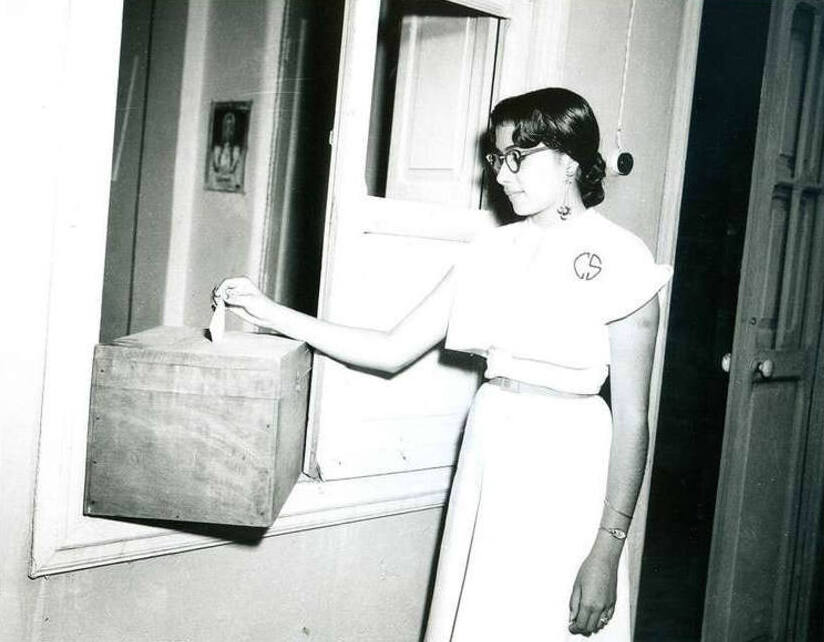
Mujer venezolana ejerciendo el derecho al voto.

| Partido                                | Votos     | %     | Asientos |
| -------------------------------------- | --------- | ----- | -------- |
| Acción Democrática                     | 1.099.601 | 78,43 | 137      |
| Copei y Unión Federal Republicana      | 185.347   | 13,22 | 19       |
| Unión Republicana Democrática y afines | 59.827    | 4,26  | 2        |
| Partido Comunista de Venezuela         | 50.387    | 3,62  | 2        |
| Partido Socialista Venezolano          | 2.078     | 0,14  | 0        |
| Sector Independiente Venezolano        | 2.073     | 0,14  | 0        |
| Partido Social Cristiano               | 1.078     | 0,07  | 0        |
| Partido Liberal Progresista            | 846       | 0,05  | 0        |
| Comité Electoral Autónomo              | 324       | 0,02  | 0        |
| Total                                  | 1.401.561 | 100   | 160      |
| Fuente: Bunimov.                       |           |       |          |

|  | 70.82 % |

|  | 15.79 % |

|  | 5.41 % |

|  | 3.82 % |

|  | 3.39 % |

|  | 0.53 % |

|  | 0.09 % |

### Distribución de escaños por Estado

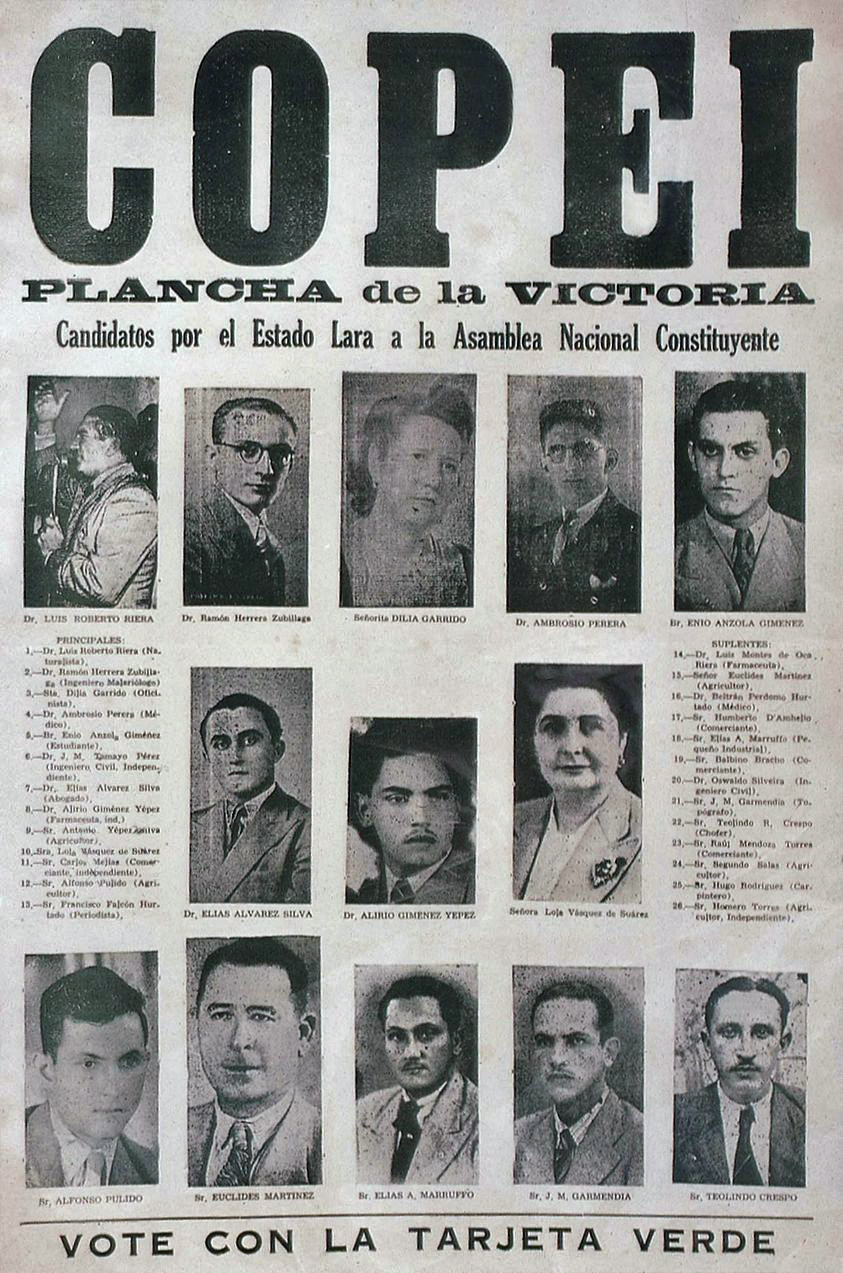
Candidatos de Copei a la Asamblea Nacional Constituyente de 1946 en el Estado Lara.

| Estado                           | AD | COPEI/UFR | PCV | URD |
| -------------------------------- | -- | --------- | --- | --- |
| Distrito Federal                 | 12 | 2         | 1   |     |
| Anzoátegui                       | 6  |           |     |     |
| Apure                            | 3  |           |     |     |
| Aragua                           | 6  |           |     |     |
| Barinas                          | 3  |           |     |     |
| Bolívar                          | 4  |           |     |     |
| Carabobo                         | 8  |           |     |     |
| Cojedes                          | 3  |           |     |     |
| Falcón                           | 9  |           |     |     |
| Guarico                          | 6  |           |     |     |
| Lara                             | 12 | 1         |     |     |
| Mérida                           | 3  | 5         |     |     |
| Miranda                          | 9  |           |     |     |
| Monagas                          | 5  |           |     |     |
| Nueva Esparta                    | 2  |           |     | 1   |
| Portuguesa                       | 4  |           |     |     |
| Sucre                            | 11 |           |     | 1   |
| Táchira                          | 3  | 7         |     |     |
| Trujillo                         | 8  | 3         |     |     |
| Yaracuy                          | 5  |           |     |     |
| Zulia                            | 12 | 1         | 1   |     |
| Territorio Federal Amazonas      | 1  |           |     |     |
| Territorio Federal Delta Amacuro | 2  |           |     |     |
| Fuente: CSE                      |    |           |     |     |